# Rudolf von Raumer
Rudolf (Heinrich Georg) von Raumer (* 14. April 1815 in Breslau; † 30. August 1876 in Erlangen) war ein deutscher Germanist und Sprachwissenschaftler.

## Leben und Wirken
Der Sohn des Geologen, Geographen und Pädagogen Karl Georg von Raumer (1783–1865) und der Friederike Reichardt (1790–1869), Tochter des Komponisten Johann Friedrich Reichardt, studierte ab 1832 Klassische Philologie und Orientalistik an der Universität Erlangen sowie germanische Sprachen bei Friedrich Christoph Dahlmann und den Brüdern Grimm an der Universität Göttingen. Ab dem Jahr 1834 trat er ebenso wie vier Jahre später auch sein Bruder Hans von Raumer der Burschenschaft der Bubenreuther bei. Im Jahr 1839 promovierte er in Erlangen und habilitierte sich hier auch ein Jahr später. Anschließend übernahm ihn die Universität zunächst als Privatdozenten, ab 1846 als außerordentlichen und ab 1852 als ordentlichen Professor für deutsche Sprache und Literatur auf einer eigens für ihn eingerichteten Stelle. Darüber hinaus war Raumer in den Jahren 1858/59 und 1866/67 Prorektor der Universität.
1870 verfasste er sein Hauptwerk, den Band 9 einer Reihe mit dem Titel Geschichte der Wissenschaften in Deutschland, der den Titel Geschichte der Germanischen Philologie vorzugsweise in Deutschland trug. Er wird in Konrad Dudens Die deutsche Rechtschreibung im Vorwort als bedeutender Einfluss für diese Schrift genannt.
Raumer nahm seit 1855 an der Orthographiediskussion des 19. Jahrhunderts teil. Im Jahr 1875 erhielt er den Auftrag des Preußischen Kultusministeriums für eine Orthographiereform. Auf der Orthographischen Konferenz von 1876 in Berlin wurden Raumers Vorschläge zum Teil in Preußen und Bayern eingeführt. Er war Vertreter der so genannten gemäßigt phonetischen Richtung, die sich gegen die historische Richtung durchzusetzen versuchte. In diesem Zusammenhang war die bedeutendste Schrift Über deutsche Rechtschreibung, die einen Teil des wissenschaftlichen Disputs mit Karl Weinhold darstellt.

## Familie
Rudolf von Raumer war verheiratet mit Maria Schröder (1826–1893), Tochter des Fürther Fabrikanten Eduard Schröder. Zusammen mit ihr hatte er acht Kinder, von denen vier früh verstarben. Einer seiner vielen Enkel war der Historiker Kurt von Raumer (1900–1982) und ein anderer der Oberstleutnant der Wehrmacht und Gesandte Hermann von Raumer (1893–1977), der auch der Verfasser der Familienchronik war.

## Schriften
- Die Aspiration und die Lautverschiebung. Leipzig 1837
- Das goldene Buch vom deutschen Geiste. Heyder, Erlangen 1847
- Die Einwirkung des Christentums auf die althochdeutsche Sprache. Ein Beitrag zur Geschichte der deutschen Kirche.  Schlawitz, Berlin 1851
- Deutsche Versuche. Bläsing, Erlangen 1861
- Gesammelte sprachwissenschaftliche Schriften. Heyder und Zimmer, Frankfurt und Erlangen 1863
- Geschichte der Germanischen Philologie vorzugsweise in Deutschland. Oldenbourg-Verlag, München 1870